# 上托爾哈伊
46°52′43″N 34°14′44″E / 46.87861°N 34.24556°E
上托爾哈伊（烏克蘭語：Верхні Торгаї）是位於烏克蘭南部的村莊，由赫爾松州海尼切斯克區的下錫羅霍濟市鎮負責管轄。該村面積67.2平方公里，海拔高度55米，2001年人口614，人口密度每平方公里9.1人。